# Cvijeta Grospić
Cvijeta Grospić (poznata pod umjetničkim pseudonimom kao Flora Dosen; Gospić, 22. veljače 1922. – Stresa, 21. travnja 2015.) bila je hrvatska i francuska književnica.
U petoj godini života, preselila se iz Gospića u Zagreb. Studirala je hrvatski, engleski, francuski, talijanski te književnosti na tim jezicima. Sveučilišne studije započela je u Zagrebu, a završila u Pragu. Bila je u prijateljskim odnosima s Miroslavom Krležom, Jean-Paul Sartreom, Mariom Soldatijem i drugima. Poslije 1948. živjela je u Italiji i udala se za industrijalca Stefana Wesela. Djela su joj u Francuskoj bila bestseleri. Uspjela djela prevedena su na svjetske jezike, najviše na talijanski.
Sve je romane napisala na francuskom. Jedino je roman Maestro napisala na hrvatskom (da bi osvježila svoj omiljeni jezik), pa je preveden na francuski.
Uzela je pseudonim Flora Dosen, jer joj se majka djevojački prezivala Došen.

## Djela
Romani:
- Maestro (Le maestro), 1961.
- Misa ponedjeljkom (La messe du lundi), 1962.
- Luda želja (Un prix fou), 1966.
- Život kao život (La vie comme elle vient), 1974.
- Ja, svemir (Moi l’univers) 1979.
- Ilirka (L’Illyrienne), 1986.

Zbirka pjesama
- Prašina dana (La poussicre des jours), 1972.

## Vanjske poveznice
- Dosen, Flora Hrvatska enciklopedija. LZMK
- LZMK / Proleksis enciklopedija: Dosen, Flora
- Turistička zajednica Grada Gospića: Cvijeta Grospić / Flora Dosen  Arhivirana inačica izvorne stranice od 15. rujna 2016. (Wayback Machine)
- Matica.hr / Vijenac – Strahimir Primorac: »Povratak kući & komorne drame«  Arhivirana inačica izvorne stranice od 16. veljače 2021. (Wayback Machine)